# Jerzy I Branković
Đurađ Branković, spolszczany jako Jerzy I Branković (ur. ok. 1375, zm. 1456) – władca (despota) Serbii w latach 1427–1456.

## Życiorys
Był następcą Stefana IV Lazarevicia. Despota Djuradj Branković próbował uwolnić Serbię spod tureckiej zwierzchności. W celu uzyskania pomocy przeciw Turkom, sprzymierzył się z Zygmuntem Luksemburskim i wydał Węgrom potężną twierdzę naddunajską – Belgrad. Jednakże w 1428 osmańscy begowie z Albanii i Bułgarii zniszczyli południową Serbię i zajęli na stałe kilka miast i twierdz, a wśród nich Nisz i naddunajski Gołubiec. Odwetowa wyprawa Jerzego Brankovicia, wspieranego przez wojska węgierskie wśród których był również oddział rycerstwa z Korony Królestwa Polskiego, została pod Gołubcem rozbita przez Turków. Zginął wówczas rycerz polski Zawisza Czarny. Władca serbski został wasalem sułtana oraz musiał płacić Turkom trybut w wysokości 50 000 dukatów rocznie i dostarczać posiłki w sile 2000 konnych, dowodzonych przez jednego z synów Djuradja Brankovicia. W 1435 despota Djuradj oddał swą 16-letnią córkę, księżniczkę Marę do haremu sułtańskiego jako żonę Murada II.
Turcy w 1439 r. ponownie najechali Serbię. Ich celem było zdobycie Semendrii, niedawno zbudowanej według wzorów bizantyńskich twierdzy nad Dunajem – stolicy państwa despoty Djuradja Brankovicia. Po trzech miesiącach oblężenia Semendria poddała się. Jerzy Branković z synem, księciem Lazarem uciekli na Węgry. Dwaj inni synowie Dj. Brankovicia, książęta Grgur i Stefan, wzięci zostali do niewoli, przewiezieni do Anatolii i oślepieni. Ostatnim aktem podboju Serbii było zajęcie w 1441 miasta Novo Brdo na południu Serbii, w rejonie którego znajdowały się liczne kopalnie srebra.
Despota Djuradj posiadał liczne posiadłości na Węgrzech. Był spokrewniony z hrabiami Cylei. W okresie wojny domowej (1440–1443) pomiędzy Habsburgami a królem Polski, Węgier, Chorwacji Władysławem III opowiedział się po stronie królowej – wdowy Elżbiety tj. przeciw Władysławowi III. Zabiegając o powrót do Serbii despota Djuradj Branković próbował nawet porozumienia z Turkami, choć bezskutecznie. To spowodowało decyzję o konfiskacie rozległych dóbr tego przywódcy serbskiego na Węgrzech. Zostały one podzielone między zwolenników króla Władysława. Jednak niebawem Jerzy Branković przeszedł na stronę Władysława, odzyskując większość swych dóbr węgierskich i służył królowi Węgier radą jako człowiek doświadczony w sprawach tureckich i bałkańskich. W wyniku zwycięskiej wyprawy w 1443 r. sytuacja despoty na uchodźstwie uległa zmianie. Na mocy Pokoju w Segedynie w sierpniu 1444 odzyskał władzę w Serbii. W okresie wyprawy warneńskiej zachował neutralność wobec swych dawnych węgierskich sojuszników pozostając lojalny jako lennik sułtana. 